# Douai
Douai ou, na sua forma portuguesa, Duaco é uma cidade do departamento do Norte, na França. Localiza-se nas margens do rio Scarpe. A sua aglomeração urbana engloba as cidades de Lens, Béthune e Valenciennes e tem cerca de 1248 mil habitantes. Tem origem numa fortaleza romana construída no século IV, com o nome de Duacum.